# Rudolf von Laban

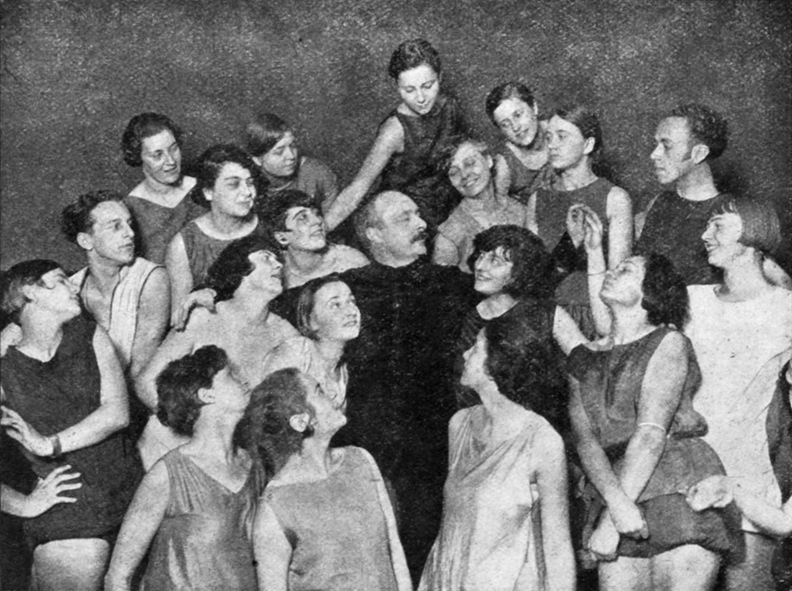
Rudolf von Laban inmitten seiner Schüler (ca. 1929)

Rudolf von Laban (eigentlich Rezső Laban de Váralja, auch Rudolf Laban oder Rudolph von Laban; * 15. Dezember 1879 in Pressburg, Österreich-Ungarn; † 1. Juli 1958 in Weybridge, Surrey, England) war ein ungarischer Tänzer, Choreograf und Tanztheoretiker. Er begründete die nach ihm benannte Labanotation.

## Leben und Werk
Rudolf von Laban, Sohn von Rudolf Laban von Váralja (1843–1907), (ab 1899) Feldmarschallleutnant der k.u.k Armee, und dessen Ehefrau Marie, wuchs in Wien und Sarajewo auf. In jungen Jahren schloss er sich einer Csárdás-Tanzgruppe an. Mit 15 trat er in die Theresianische Militärakademie ein, wandte sich jedoch später vom Militärdienst ab. 1899 zog Rudolf Laban nach München und nahm ein Studium an der Akademie der bildenden Künste auf. Dort lernte er die aus Hannover stammende Malerin Martha Fricke kennen, die er am 15. Dezember 1900 heiratete. Sie zogen in die Arcisstr. 44, in der 1901 die Tochter Azraela geboren wurde.
Parallel zu dem Studium an der Kunstakademie belegte Laban Kurse am neu eröffneten Lehr- und Versuchsatelier für Freie und Angewandte Kunst. Dort lernte er seinen späteren Freund Hermann Obrist kennen, der den Kurs Naturstudium leitete. 1904 entschloss sich Laban, München zu verlassen, um in Paris die berühmteste Kunstschule Europas, die École des Beaux-Arts, zu besuchen und Architektur zu studieren.
In Paris wurde 1905 Azraelas Bruder Arpad geboren. Nach drei Jahren eines erfüllten Bohème-Lebens mit seiner Frau starb Martha Fricke eines plötzlichen Todes. Kaum zwei Monate nach dem Tod seiner Frau starb auch sein Vater, der Rudolf sein ungebundenes Leben durch erhebliche finanzielle Zuwendungen ermöglicht hatte. Die beiden Kinder wuchsen von da an bei den Eltern mütterlicherseits auf.
In den folgenden Jahren führte Laban ein unstetes Leben zwischen Paris und Wien, San Remo und Nizza. Finanziell bankrott, absolvierte er in Nizza eine Lehre als Buchhalter, die er erfolgreich abschloss. Das blieb seine einzige Zeit mit einem geregelten Arbeitsleben.

### 1910 bis 1917
In Wien bei seiner Mutter wohnend, schlug er sich als Grafiker und Karikaturist durch. Er zeichnete für die Zeitschriften Simplicissimus und Jugend und setzte seine in Paris begonnenen Studien über historische Tanzformen fort. Bei einer kulturellen Veranstaltung lernte er die aus München stammende Sängerin Maja Lederer kennen und heiratete sie am 8. Mai 1910 in Pressburg. Noch im selben Jahr zogen sie nach München um und bezogen in Schwabing, in der Hohenzollernstraße 120. In einem Hinterhaus in der Münchner Theresienstraße mietete er 1911 einen Raum, den er notdürftig als Bewegungsatelier einrichtete. Mit seiner Schule konnte er sein Leben nicht fristen; er musste weiterhin als Reklamezeichner und Karikaturist arbeiten. Bis zur Erschöpfung überarbeitet, brach Laban 1912 zusammen und ging zur Kur in das in der Nähe von Dresden gelegene Sanatorium „Weißer Hirsch“, in dem die Patienten gemäß lebensreformerischen Prinzipien gepflegt wurden. In dieser Anstalt lernte er die dort auch als Patientin weilende Suzanne Perrottet kennen und lieben. In der Folgezeit entwickelte sich zwischen Suzanne, ihm und seiner Frau ein weitgehend harmonisches Dreiecksverhältnis.
Perrottet wurde in Ascona und Zürich zu Labans wichtigster Mitarbeiterin (neben Mary Wigman und Katja Wulff). Sie blieb seine Geliebte und wurde Mutter des Sohnes Allar Perrottet (später André Perrottet von Laban). Während des Ersten Weltkriegs schuf er auf dem Monte Verità im schweizerischen Ascona eine Schule, die bald viele Anhänger der neuen Tanzkunst anzog. Hier führte Laban von 1913 bis 1919 seine berühmten Sommerkurse für Tanz durch. Er erlebte seinen künstlerischen Durchbruch und feierte in expressionistischen Tanzdramen den „neuen Menschen“, den „Fiur-Menschen“, den „Anarchos“, den „Orgiastos“.
1915 zogen Laban, seine Frau Maja Lederer, ihre zwei Kinder und Suzanne Perrottet mit Allar gemeinsam nach Hombrechtikon bei Zürich. Dort lebte die erweiterte Familie in Armut ähnlich wie auf dem Monte Verità, indem sie Lebensmittel selbst anbauten, viele handwerkliche Arbeiten ausführten und ihre Kleidung selbst nähten (z. B. entwickelte Suzanne Perrottet bequeme Kleidung für Alltagsarbeit und Tanz, die dem Reform-Gedanken zuzurechnen sind). Zur gleichen Zeit gründete Laban in Zürich eine Schule für Bewegungskunst. Sie umfasste interdisziplinär Tanzkunst, Pantomime, Improvisation und Experimente mit Körper, Stimme, Instrumenten, Texten, ja selbst Zeichnung. Später nannte er dafür nur noch die Begriffe: Form, Ton, Wort.
Den Abschluss eines großen vegetarischen und pazifistischen Kongresses Ende Sommer 1917 auf dem Monte Verità von Ascona bildete das dreiteilige Tanzdrama Sang an die Sonne nach einem Text von Otto Borngräber. Es begann mit dem Untergang der Sonne, worauf der Tanz der Dämonen der Nacht folgte. Dieser Teil wurde um Mitternacht hoch in den Bergen vor der Felsgrotte des Dichterpropheten Gusto Gräser inszeniert. Die Masken dazu schuf der Dadaist Marcel Janco. Frühmorgens wurde die aufgehende, „siegende“ Sonne begrüßt als Ausdruck für die Hoffnung der Überwindung des Krieges und einer utopischen Höherentwicklung der Menschheit. An diesen Aufführungen wirkten u. a. Mary Wigman, Sophie Taeuber und Suzanne Perrottet mit. Am 24. Oktober 1917 gründete Laban mit Theodor Reuß die O.T.O.-Loge Libertas et Fraternitas.

### Die Jahre der Weimarer Republik

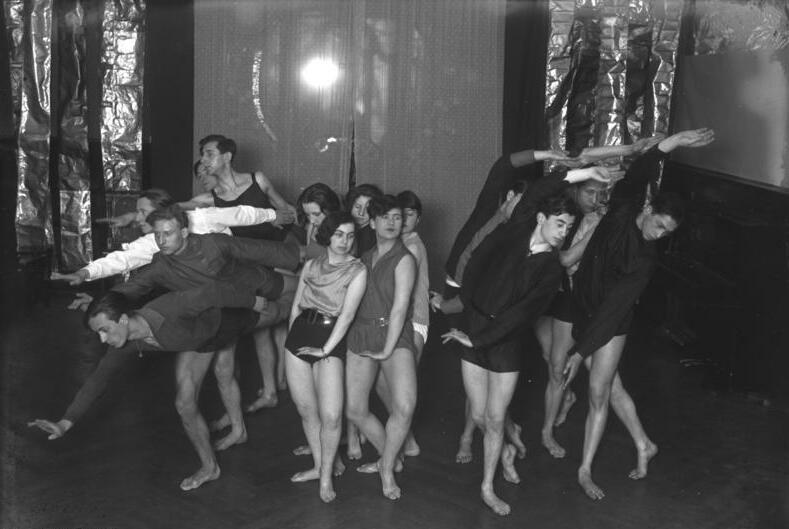
Tanzunterricht im Choreographischen Institut Laban Berlin (1929)

Nach Kriegsende kehrte Laban nach Deutschland zurück. Die Zürcher Laban-Schule wurde von Suzanne Perrottet übernommen und weitergeführt. 1920 veröffentlicht Laban Die Welt des Tänzers, in dem er in „fünf Gedankenreigen“ in Aphorismen seine Tanz-Philosophie darlegt, u. a. das wirkungsreiche „Jeder Mensch trägt den Tänzer in sich.“ Nach einem Zwischenspiel in Stuttgart, wo er mit dem Maler Max Ackermann zusammenarbeitete, gründete Laban 1922 in Hamburg die Tanzbühne Laban. In Gleschendorf – einem Teil der Klingberg-Siedlung, des völkisch-antisemitisch orientierten Paul Zimmermann – arbeitet er seine Überlegungen zum Bewegungschor aus. In Lübeck fand im Herbst 1922 im Stadttheater die erste öffentliche Aufführung einer labanschen Tanzdichtung statt. Der schwingende Tempel nannte sie das von Karl Gatermann d. Ä. gezeichnete Plakat, zu finden im Tanzarchiv Leipzig unter der Nr. PLK-Laban 29. 1923 folgte die Gründung der ersten Laban-Schule, der ein eigener Bewegungschor angeschlossen war. Die Schule befand sich in den Räumen des heutigen Literaturhauses. Die zahlreichen Absolventen der Hamburger Schule trugen Labans Methode erfolgreich in verschiedene Städte in Deutschland und Europa weiter. In den Folgejahren entstanden auf diese Weise europaweit 24 Laban-Schulen.
Darüber hinaus baute Laban in Würzburg (1926/27) und Berlin (1928/29) ein „Choreographisches Institut“ auf. Gemeinsam mit Dussia Bereska leitete er außerdem die Kammertanzbühne (1925–1927).
Von 1930 bis 1934 übernahm er die Leitung des Balletts der Deutschen Staatsoper (Lindenoper) in Berlin. Eine sehr enge Zusammenarbeit verband ihn mit Joseph H. Pilates, einem Visionär der Bewegung und des Körpers.

### 1933 bis 1937
Laban hoffte zuerst, dass er seine Ideen für die Verbreitung des Tanzes im nationalsozialistischen Regime umsetzen kann. Während wenige seiner Schülerinnen und Schüler emigrieren kurz nach dem Januar 1933 emigrieren – Jenny Gertz, Martin Gleisner, Kurt Joos –, arrangieren sich Hertha Feist, Berte Trümpy, Mary Wigman, Lola Rogge und Jutta Klamt oder führen wie Hermann Grauerholz (Gib uns Arbeit, Vaterland!, Bremerhaven 1934) explizit nationalsozialistische Propaganda-Stücke auf und vertreten dies auch programmatisch. 1934 initiiert Laban die Deutschen Tanzfestspiele. 1935 veröffentlicht er seine Autobiographie Ein Leben für den Tanz. Nachdem Laban 1936 für die Einweihung der Dietrich-Eckart-Bühne, der heutigen Waldbühne, in Berlin im Rahmen  der Olympischen Sommerspiele das Stück Vom Tauwind und der neuen Freude vorbereitet hatte, dieses aber nach der Generalprobe von Goebbels abgesetzt wurde (“Geht in unserem Gewande und hat gar nichts mit uns zu tuen”), verließ Laban 1937 Deutschland und begab sich zunächst nach Paris, danach nach Manchester, unterstützt von Kurt Joos.

### Emigration nach England
In der Nähe von London gründete Laban mit Unterstützung des englischen Unterrichtsministeriums ein Bewegungsstudio, in dem er bis zu seinem Tode tätig war.
In England beschäftigte sich Laban mit der Optimierung von Bewegungen in Arbeitsabläufen und entwickelte gemeinsam mit dem Industriellen F. C. Lawrence ein System der Bewegungsanalyse zur Ergonomie. In seinen letzten Lebensjahren studierte er die Bewegungen von Industriearbeitern und psychisch Kranken. Dies war die Grundlage für seine Bewegungsnotation Kinetographie, die heute unter dem Namen Labanotation bekannt ist.

## Bedeutung und Nachwirken

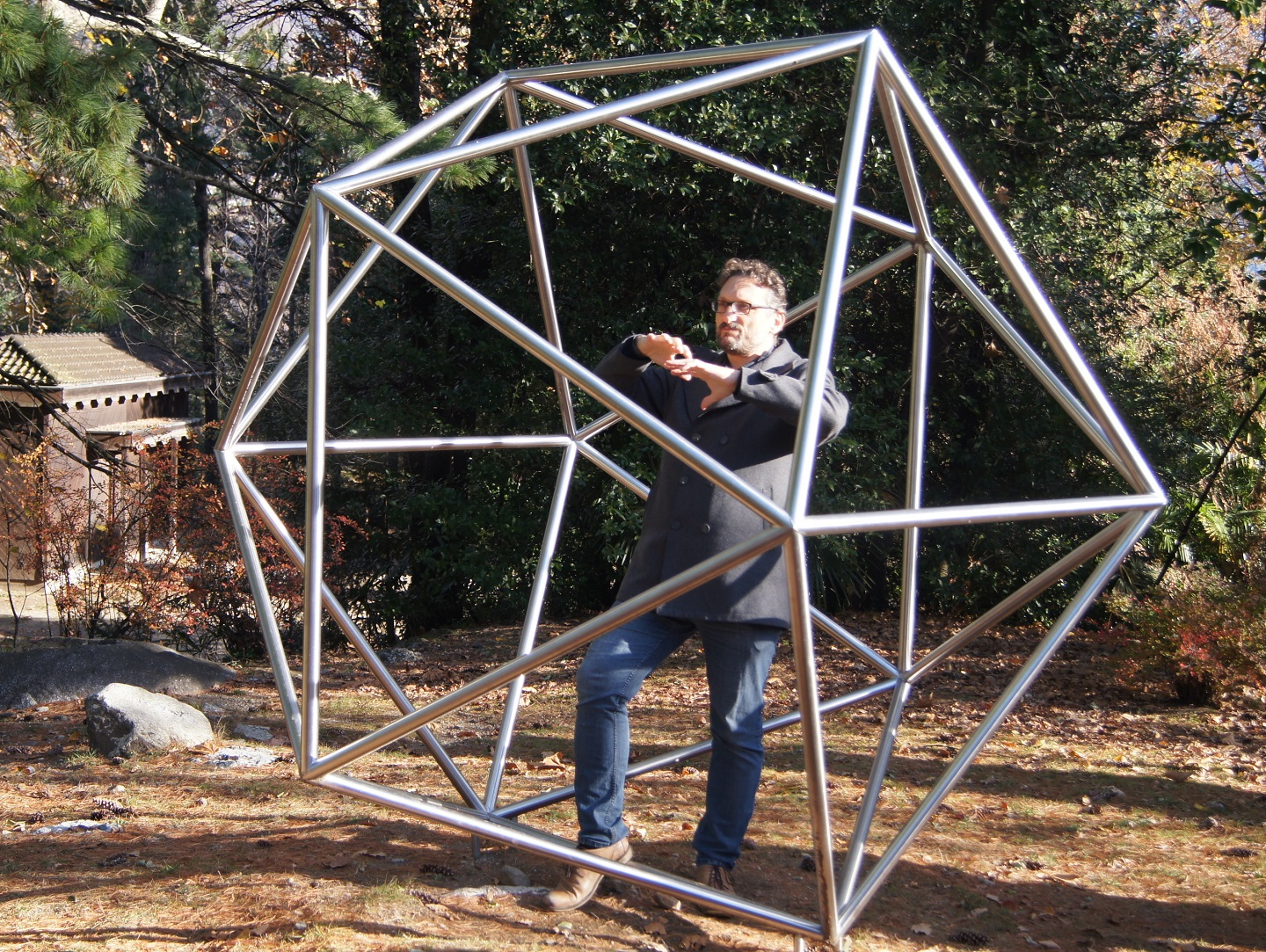
Betanzbarer Ikosaeder auf dem Monte Verità

Laban empfand das Ballett als historisch erstarrte Form und vermittelte den Tanz aus der Improvisation und individueller Gestaltung heraus als Ausdruck seelischen Erlebens. Seine raum-rhythmische Bewegungslehre (Choreutik) konkretisierte er vorwiegend im Modell des Ikosaeders. Mit seiner Antriebslehre (Eukinetik) vermeinte er die dynamische und energetische Qualität einer Bewegung erfassen zu können.
Die von ihm entwickelte Tanzschrift, die Labanotation, wird weltweit zur Analyse von Bewegung genutzt, vorzugsweise aber für das Ballett. Laban gilt neben Émile Jaques-Dalcroze als wichtigster Anreger und Begründer des deutschen Ausdruckstanzes. Auf sein Lebenswerk aufbauend wurde in den USA die Laban Movement Analysis weiterentwickelt, in Deutschland als Laban-Bewegungsstudien bekannt.
Im Jahr 1966 wurde in Wien-Döbling (19. Bezirk) der Labanweg nach ihm benannt. Auf dem Monte Verità wurde 2013 zum hundertsten Jubiläum von Labans erster Schule ein Ikosaeder als betanzbare Skulptur errichtet.

## Schüler (Auswahl)
- Irmgard Bartenieff
- Olga Brandt-Knack
- Hertha Feist
- Jenny Gertz
- Martin Gleisner
- Kurt Jooss
- Ruth Loeser
- Ymelda Juliewna Mentelberg
- Lola Rogge
- Sophie Taeuber-Arp
- Mary Wigman
- Greta Wrage von Pustau

## Veröffentlichungen
- Die Welt des Tänzers. Seifert, Stuttgart 1920.
- Choreographie. Erstes Heft von fünf geplanten Heften. Diederichs, Jena 1926.
- Des Kindes Gymnastik und Tanz. Stalling, Oldenburg i.O. 1926.
- Tänzerische Gymnastik. In: Ludwig Pallat, Franz Hilker (Hrsg.): Künstlerische Körperschulung. Ferd. Hirt, Breslau 1926, S. 77–95.
- Tanztheater und Bewegungschor. In: Ignaz Gentges (Hrsg.): Tanz und Reigen. Bühnenvolksbundverlag, Berlin 1927, S. 72–80.
- Schrifttanz. Teil 1 und 2. Universal-Edition, Wien/Leipzig 1928.
- Ein Leben für den Tanz. Erinnerungen. Dresden 1935.
- Die tänzerische Situation unserer Zeit. Ein Querschnitt. Dresden 1936.
- Modern Educational Dance. Macdonald & Evans, London 1948.
- Laban speaks about movement and dance. Herausgegeben von Lisa Ullmann. Laban Art of Movement Centre, Woburn Hill/Addlestone 1971.
- Der moderne Ausdruckstanz in der Erziehung. Eine Einführung in die kreative tänzerische Bewegung als Mittel zur Entfaltung der Persönlichkeit. Unter Mitarbeit von Lisa Ullmann. Aus dem Englischen übertragen von Karin Vial. Noetzel, Wilhelmshaven 1981, ISBN 3-7959-0320-3.
- Choreutik. Grundlagen der Raumharmonielehre des Tanzes. Noetzel, Wilhelmshaven 1991, ISBN 3-7959-0581-8.
- Kinetografie – Labanotation. Einführung in die Grundbegriffe der Bewegungs- und Tanzschrift. Noetzel, Wilhelmshaven 1995, ISBN 3-7959-0606-7.
- Gymnastik und Tanz. Herausgegeben, kommentiert und mit Anmerkungen versehen von Sandra Meinzenbach. Noetzel, Wilhelmshaven 2016, ISBN 978-3-7959-0985-7.

### Als Herausgeber
- Deutsche Tanzfestspiele 1934 unter Förderung der Reichskulturkammer. Reißner, Dresden 1934. (Enthält Beiträge u. a. von Hans Brandenburg, Yvonne Georgi, Dorothee Günther, Harald Kreutzberg, Gret Palucca und Mary Wigman.)

### Monografien
- Fritz Böhme: Rudolf von Laban und die Entstehung des Modernen Tanzdramas. Edition Hentrich, Berlin 1996, ISBN 3-89468-217-5.
- Karen K. Bradley: Rudolf Laban. Routledge, London / New York 2009, ISBN 978-0-415-37525-2.
- Evelyn Dörr: Rudolf Laban – Die Schrift des Tänzers. Ein Portrait. Norderstedt 2005, ISBN 3-8334-2560-1
- Evelyn Dörr: Rudolf Laban – Das choreographische Theater. Die erste vollständige Ausgabe des Labanschen Werkes. Norderstedt 2004, ISBN 3-8334-1606-8.
- Evelyn Dörr (Hrsg.): Also, die Damen voran! Rudolf Laban in Briefen an Tänzer, Choreographen und Tanzpädagogen. Band 1: 1912–1918. Books on Demand, Norderstedt bei Hamburg 2013.
- John Foster: The influence of Rudolph von Laban. Lepus Books, London 1974, 1977, ISBN 0-86019-015-3.
- Vera Maletic: Body – Space – Expression. The Development of Rudolf Laban’s Movement and Dance Concepts. de Gruyter, Berlin / New York / Amsterdam 1987, ISBN 3-11-010780-5.
- Valerie Preston-Dunlop: Rudolf Laban – An Extraordinary Life. Dance Books, London 1998, ISBN 1-85273-060-9.
- Valerie Preston-Dunlop: Rudolf Laban. Man of theatre. Dance Books, Hampshire 2013, ISBN 978-1-85273-167-0.